# Hammerfest
Hammerfest là một thành phố và đô thị ở hạt Finnmark, Na Uy. Đô thị này bao gồm các bộ phận của ba hòn đảo: Kvaløya, Sørøya, và Seiland. Hammerfest được thành lập như khu đô thị ngày 1 tháng 1 năm 1838 (xem formannskapsdistrikt). Luật Na Uy yêu cầu tất cả các thành phố phải được tách ra từ huyện nông thôn của chúng, nhưng bởi vì dân số thấp, và cử tri rất ít, điều này là không thể thực hiện cho Hammerfest năm 1838. (Xem thêm Vadsø và Vardø.) Các huyện nông thôn của Hammerfest (Sørøysund) đã được tách ra từ thành phố ngày 1 tháng 1 năm 1852, nhưng nó đã được sáp nhập trở lại vào thành phố ngày 1 tháng 1 năm 1992. Nhưng mà không có khu vực Kvalsund, được tách ra từ Sørøysund là một đô thị của riêng vào năm 1869.

## Khí hậu
| Dữ liệu khí hậu của Hammerfest, 1991–2020 normals, extremes 1957–present | Dữ liệu khí hậu của Hammerfest, 1991–2020 normals, extremes 1957–present | Dữ liệu khí hậu của Hammerfest, 1991–2020 normals, extremes 1957–present | Dữ liệu khí hậu của Hammerfest, 1991–2020 normals, extremes 1957–present | Dữ liệu khí hậu của Hammerfest, 1991–2020 normals, extremes 1957–present | Dữ liệu khí hậu của Hammerfest, 1991–2020 normals, extremes 1957–present | Dữ liệu khí hậu của Hammerfest, 1991–2020 normals, extremes 1957–present | Dữ liệu khí hậu của Hammerfest, 1991–2020 normals, extremes 1957–present | Dữ liệu khí hậu của Hammerfest, 1991–2020 normals, extremes 1957–present | Dữ liệu khí hậu của Hammerfest, 1991–2020 normals, extremes 1957–present | Dữ liệu khí hậu của Hammerfest, 1991–2020 normals, extremes 1957–present | Dữ liệu khí hậu của Hammerfest, 1991–2020 normals, extremes 1957–present | Dữ liệu khí hậu của Hammerfest, 1991–2020 normals, extremes 1957–present | Dữ liệu khí hậu của Hammerfest, 1991–2020 normals, extremes 1957–present |
| Tháng                                                                    | 1                                                                        | 2                                                                        | 3                                                                        | 4                                                                        | 5                                                                        | 6                                                                        | 7                                                                        | 8                                                                        | 9                                                                        | 10                                                                       | 11                                                                       | 12                                                                       | Năm                                                                      |
| ------------------------------------------------------------------------ | ------------------------------------------------------------------------ | ------------------------------------------------------------------------ | ------------------------------------------------------------------------ | ------------------------------------------------------------------------ | ------------------------------------------------------------------------ | ------------------------------------------------------------------------ | ------------------------------------------------------------------------ | ------------------------------------------------------------------------ | ------------------------------------------------------------------------ | ------------------------------------------------------------------------ | ------------------------------------------------------------------------ | ------------------------------------------------------------------------ | ------------------------------------------------------------------------ |
| Cao kỉ lục °C (°F)                                                       | 8.0 (46.4)                                                               | 9.3 (48.7)                                                               | 9.8 (49.6)                                                               | 12.3 (54.1)                                                              | 23.9 (75.0)                                                              | 28.9 (84.0)                                                              | 29.7 (85.5)                                                              | 29.3 (84.7)                                                              | 21.6 (70.9)                                                              | 18.9 (66.0)                                                              | 11.8 (53.2)                                                              | 9.9 (49.8)                                                               | 29.7 (85.5)                                                              |
| Trung bình tối đa °C (°F)                                                | 4.8 (40.6)                                                               | 4.7 (40.5)                                                               | 5.1 (41.2)                                                               | 8.2 (46.8)                                                               | 15.1 (59.2)                                                              | 20.3 (68.5)                                                              | 24.4 (75.9)                                                              | 22.2 (72.0)                                                              | 17.1 (62.8)                                                              | 11.9 (53.4)                                                              | 7.6 (45.7)                                                               | 6.2 (43.2)                                                               | 24.8 (76.6)                                                              |
| Trung bình ngày tối đa °C (°F)                                           | −1.3 (29.7)                                                              | −1.6 (29.1)                                                              | −0.2 (31.6)                                                              | 3.0 (37.4)                                                               | 7.3 (45.1)                                                               | 10.7 (51.3)                                                              | 15.3 (59.5)                                                              | 13.9 (57.0)                                                              | 10.4 (50.7)                                                              | 5.3 (41.5)                                                               | 2.4 (36.3)                                                               | 0.6 (33.1)                                                               | 5.5 (41.9)                                                               |
| Trung bình ngày °C (°F)                                                  | −3.5 (25.7)                                                              | −4.0 (24.8)                                                              | −2.5 (27.5)                                                              | 0.1 (32.2)                                                               | 4.0 (39.2)                                                               | 7.6 (45.7)                                                               | 11.3 (52.3)                                                              | 10.6 (51.1)                                                              | 7.9 (46.2)                                                               | 2.9 (37.2)                                                               | −0.4 (31.3)                                                              | −1.8 (28.8)                                                              | 2.7 (36.9)                                                               |
| Tối thiểu trung bình ngày °C (°F)                                        | −6.7 (19.9)                                                              | −6.9 (19.6)                                                              | −5.2 (22.6)                                                              | −2.0 (28.4)                                                              | 1.9 (35.4)                                                               | 5.2 (41.4)                                                               | 8.9 (48.0)                                                               | 8.3 (46.9)                                                               | 5.7 (42.3)                                                               | 1.1 (34.0)                                                               | −2.4 (27.7)                                                              | −4.5 (23.9)                                                              | 0.3 (32.5)                                                               |
| Trung bình tối thiểu °C (°F)                                             | −14.1 (6.6)                                                              | −13.9 (7.0)                                                              | −11.6 (11.1)                                                             | −8.4 (16.9)                                                              | −3.4 (25.9)                                                              | 1.1 (34.0)                                                               | 5.2 (41.4)                                                               | 4.3 (39.7)                                                               | 1.3 (34.3)                                                               | −5.2 (22.6)                                                              | −8.9 (16.0)                                                              | −11.0 (12.2)                                                             | −16.2 (2.8)                                                              |
| Thấp kỉ lục °C (°F)                                                      | −23.5 (−10.3)                                                            | −23.0 (−9.4)                                                             | −21.0 (−5.8)                                                             | −16.5 (2.3)                                                              | −14.3 (6.3)                                                              | −4.3 (24.3)                                                              | 2.5 (36.5)                                                               | 0.0 (32.0)                                                               | −8.2 (17.2)                                                              | −15.0 (5.0)                                                              | −18.1 (−0.6)                                                             | −20.4 (−4.7)                                                             | −23.5 (−10.3)                                                            |
| Lượng Giáng thủy trung bình mm (inches)                                  | 71 (2.8)                                                                 | 65 (2.6)                                                                 | 62 (2.4)                                                                 | 60 (2.4)                                                                 | 47 (1.9)                                                                 | 52 (2.0)                                                                 | 56 (2.2)                                                                 | 60 (2.4)                                                                 | 79 (3.1)                                                                 | 93 (3.7)                                                                 | 85 (3.3)                                                                 | 90 (3.5)                                                                 | 820 (32.3)                                                               |
| Số ngày giáng thủy trung bình (≥ 1.0 mm)                                 | 15                                                                       | 13                                                                       | 13                                                                       | 12                                                                       | 10                                                                       | 12                                                                       | 11                                                                       | 12                                                                       | 15                                                                       | 16                                                                       | 15                                                                       | 16                                                                       | 160                                                                      |
| Độ ẩm tương đối trung bình (%)                                           | 76                                                                       | 76                                                                       | 76                                                                       | 75                                                                       | 74                                                                       | 76                                                                       | 77                                                                       | 80                                                                       | 79                                                                       | 80                                                                       | 79                                                                       | 77                                                                       | 77                                                                       |
| Điểm sương trung bình °C (°F)                                            | −7.7 (18.1)                                                              | −7.9 (17.8)                                                              | −6.2 (20.8)                                                              | −3.3 (26.1)                                                              | 0.2 (32.4)                                                               | 3.8 (38.8)                                                               | 7.6 (45.7)                                                               | 7.1 (44.8)                                                               | 5.1 (41.2)                                                               | 0.2 (32.4)                                                               | −3.1 (26.4)                                                              | −4.9 (23.2)                                                              | −0.8 (30.6)                                                              |
| Nguồn 1: Norwegian Meteorological Institute                              |                                                                          |                                                                          |                                                                          |                                                                          |                                                                          |                                                                          |                                                                          |                                                                          |                                                                          |                                                                          |                                                                          |                                                                          |                                                                          |
| Nguồn 2: NOAA WMO averages 1991–2020 Norway Notes 1. 2.                  |                                                                          |                                                                          |                                                                          |                                                                          |                                                                          |                                                                          |                                                                          |                                                                          |                                                                          |                                                                          |                                                                          |                                                                          |                                                                          |